# Baryscapus gerstaeckeriae
Baryscapus gerstaeckeriae är en stekelart som först beskrevs av Charles Joseph Gahan 1936.  Baryscapus gerstaeckeriae ingår i släktet Baryscapus och familjen finglanssteklar. Inga underarter finns listade.